# 莱奥·古达斯
莱奥·古达斯（捷克語：Leo Gudas，1965年5月20日—），捷克男子冰球运动员，场上位置是后卫。他曾代表捷克斯洛伐克国家队参加1992年冬季奥林匹克运动会冰球比赛，获得一枚铜牌。